# Malaipadukadam
| Sangam-Literatur |
| --- |
| Ettuttogai („acht Anthologien“) |
| - Natrinai - Kurundogai - Aingurunuru - Paditruppattu - Paripadal - Kalittogai - Agananuru - Purananuru                                                                             |
| Pattuppattu („zehn Gesänge“) |
| - Tirumurugatruppadai - Porunaratruppadai - Sirupanatruppadai - Perumbanatruppadai - Mullaippattu - Maduraikkanchi - Nedunalvadai - Kurinchippattu - Pattinappalai - Malaipadukadam |

Das Malaipadukadam (மலைபடுகடாம் Malaipaṭukaṭām [ˈmalɛi̯paɖɯkaɖaːm] „das Bergecho“) ist ein Werk der alttamilischen Sangam-Literatur. Es handelt sich um ein längeres Einzelgedicht im Genre der Heldendichtung (puram). Innerhalb der Sangam-Literatur gehört es zur Gruppe der „zehn Gesänge“ (Pattuppattu).
Das Malaipadukadam hat eine Länge von 583 Zeilen und ist im Agaval-Versmaß verfasst. Es wird dem Autor Perungundrur Perungausiganar zugeschrieben. Von den zwei Genres der Sangam-Literatur, Liebes- und Heldendichtung, gehört das Malaipadukadam zum Genre der Heldendichtung (puram). Dabei vertritt es das Subgenre des „Wegweisungs-Gedichts“ (atruppadai), in dem ein Barde einem anderen Barden den Weg zu einem Gönner weist und diesen dabei preist. Der im Malaipadukadam besungene Patron ist der Fürst Nannan, über den kaum historische Fakten bekannt sind. Der Werktitel Malaipadukadam ist obskur. Er leitet sich von einer besonders hervorstechenden Phrase im Text selbst (Zeile 348) her und bedeutet wörtlich „die Ausscheidung, die aus dem Berg fließt“. Die Phrase ist Teil eines Vergleichs, in dem ein Berg mit einem Elefanten verglichen wird, und bezieht sich wahrscheinlich auf den Klang, der aus den Bergen widerhallt.
Die Datierung der Sangam-Literatur ist höchst unsicher. Anhand sprachlicher und stilistischer Kriterien wird für das Malaipadukadam aber ein Entstehungszeitraum im 5. Jahrhundert vorgeschlagen.